# Gallinago nobilis
Gallinago nobilis е вид птица от семейство Бекасови (Scolopacidae). Видът е почти застрашен от изчезване.

## Разпространение
Видът е разпространен във Венецуела, Еквадор, Колумбия и Перу.